# Bilhildis von Altmünster

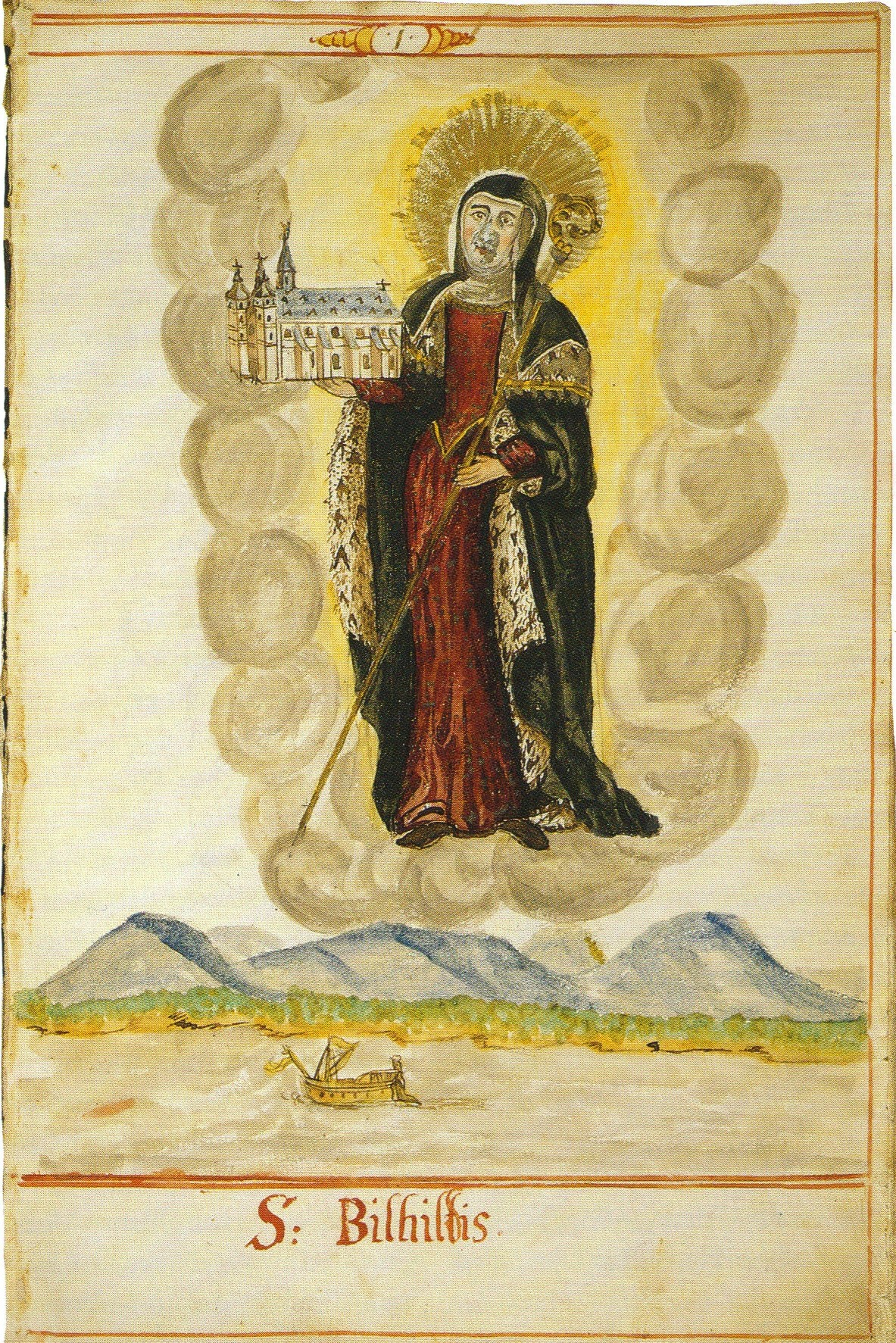
St. Bilhildis, 1731

Bilhildis von Altmünster, auch Bilihild, Bilehild oder Bilihilt und Bilhild (* im 7. Jahrhundert in Veitshöchheim; † um 734 in Mainz) war eine fränkische Adelige, Klostergründerin und Äbtissin. Der Name Bilhildis ist althochdeutsch und bedeutet „die mit dem Beil Kämpfende“. Sie trägt in Darstellungen ein Äbtissinnengewand oder Fürstenhermelin und wird mit Kirchenmodell als Attribut in der Hand oder bei der Pflege von Kranken gezeigt.

## Leben
Über das Leben der heiligen Bilhildis von Altmünster ist nur wenig überliefert. Ihr Kult wird zum ersten Mal in einem Mainzer Kalender um 1000 bezeugt. Ihre phantasievoll ausgeschmückte Vita wurde erst nach 1060/62 verfasst.
Der Legende nach stammte sie aus dem bayerischen Veitshöchheim und war eine Tochter des Grafen Iberin/Jberin aus dem fränkischen Adelsgeschlecht der Haganonen und dessen Frau Mathilda. Um 672 wurde sie gegen ihren Willen mit dem ungetauften, in Würzburg residierenden Herzog Heden (dux militum gentilis … vocabulo Hetan) aus dem Geschlecht der Hedenen vermählt. Ob Heden I. oder Heden II. ihr Gemahl war, ist ungeklärt. Möglicherweise war es auch keiner von beiden, und Bilhildis war in anderer, aber nicht mehr durchschaubarer Weise mit dem Würzburger Herzogsgeschlecht oder dem mainländisch-thüringischen Adel versippt.
Sie soll ein Kind erwartet haben, als ihr Mann zu einem Feldzug aufbrach, und kehrte in dieser Zeit nach Veitshöchheim zurück. Von dort reiste sie heimlich per Schiff auf dem Main nach Mainz zu ihrem Onkel (avunculus), Bischof Rigibertus. Ihr dort geborener Sohn starb schon bald. Bilhildis blieb dieser Überlieferung nach in Mainz, selbst als ihr Mann wieder von dem Feldzug heimkehrte; andere Überlieferungen berichten, sie habe ihn zum Christentum bekehrt.
Nach dem Tod ihres Mannes erwarb Bischof Rigibert ein Grundstück in der Nähe von Mainz. Dort gründete sie mit seiner Unterstützung ein kleines Frauenkonvent, das zunächst Hagenmüster oder auch Hohenmünster und seit dem frühen Mittelalter Altmünster genannte Benediktinerinnenkloster, das sie mit Gütern bei Würzburg ausstattete und deren Vorsteherin sie bis zu ihrem Tode war. Neuerdings wird das Kloster allerdings eher als eine Gründung der iro-schottischen Mission angesehen. Die ursprüngliche Klosteranlage stand zwischen der heutigen Bahnhofs- und Münsterstraße, der Bilhildis- und Alicenstraße. Die Kirche war der hl. Maria geweiht.

## Verehrung
Nach ihrem Tod wurde Bilhildis im Chor der Klosterkirche beigesetzt. 1289 errichtete man ihr im Kloster einen Altar und einen eigenen Reliquienschrein mit ihrem Kopf. Das Kloster wurde im Jahre 1243 in den Zisterzienserorden inkorporiert und 1781 aufgehoben. Die Reliquien kamen zunächst in die Mainzer Emmeranskirche und nach deren Bombardierung und Zerstörung 1945 in die Sakristei des Mainzer Doms. Die Kopfreliquie wurde 1991 wissenschaftlich untersucht und für echt befunden.
Ihre Verehrung erlebte vor allem in Mainz und Mainfranken im 18. Jahrhundert einen großen Aufschwung, insbesondere nach ihrer Reliquientranslation 1722 nach Veitshöchheim, ging aber nach der Auflösung des Klosters Altmünster stark zurück. In Veitshöchheim findet jährlich an ihrem Gedenktag, dem 27. November, ein Gottesdienst statt. Zudem findet an einem Sonntag im Mai die Bilhildis-Prozession statt, bei der ihre Büste durch Hofgarten und Straßen getragen wird.
In der katholischen Kirche ist sie Patronin der Kranken.